# Asach
Аsach (avar.: Асахъ), historicky Asacho je obec okresu Cunta v Dagestánské republice Ruské federace.

## Charakteristika obce
Obec leží ve výšce 1900 m n. m. v údolí řeky Chаlugajcha, na úpatí hřebenu Tyjulty.
S dalšími obcemi chulagajského údolí tvoří vesnický okres Terutli. Počet obyvatel vesnického okresu Terutli se pohybuje okolo 500 lidí. Počet obyvatel samotné obce Asach je sezonní. V zimních měsících je obec vylidněná. V letních měsících slouží jako farma pro chov hospodářských zvířat. Z národnostního (etnického) hlediska tvoří převážnou většinu obyvatel Cezové. Dostupnost obce je komplikovaná kvůli vysokohorským podmínkám v zimních měsících a častým sesuvům půdy v letních měsících.
Historie obce sahá hluboko do minulosti. V první polovině devatenáctého století patřila k největších v Didoetii. Měla blízké obchodní vazby s Tušetii a někdy se celému údolí říkalo tušetská Didoetie. V roce 1877 byla zničena kozáckými vojsky a nebyla obnovena. Připomínku dřívějšího věhlasu obce (aulu) připomíná ruina pevnosti Asach. V obci je hrob Tlubala Magomeda, místního hrdiny odboje proti kozákům.

### Poznámka k poloze
V mapách google.com, mapy.cz je Asach na místo obce Ča'atli.